# 1984 SX5
1984 SX5 är en asteroid i huvudbältet som upptäcktes den 12 september 1984 av den belgiske astronomen Henri Debehogne vid La Silla-observatoriet.
Den har den diameter på ungefär 3 kilometer och den tillhör asteroidgruppen Vesta.